# Levotiroxina
Levotiroxina sódica ou ʟ-tiroxina (T4) é o hormônio sintético usado no tratamento de reposição hormonal quando há déficit de produção de tiroxina (T4) pela glândula tireoide.
No Brasil é comercializado como Puran T4, Euthyrox, Levoid e Synthroid e, em Portugal, Eutirox, Thyrax e Letter.

## Posologia
Adultos sem problemas cardíacos podem tomar comprimidos inicialmente de 50 a 100 μg/dia, que pode ser aumentado de 25 a 50 μg de quatro em quatro semanas até 300 μg/dia. A dose de manutenção geralmente é de 100 a 200 μg/dia. Dose pediátrica a maiores de 1 ano: 2,5 a 5 μg/kg/dia.

## Indicações
Ele é utilizado no tratamento de:
- Hipotireoidismos;
- Cretinismo;
- Mixedema;
- Bócios não tóxicos;
- Tirotoxicose;
- Reduzir colesterol LDL quando há arteriosclerose ou xantomatose;

Em combinação com agentes antitiroidianos pode ser usado para prevenir hipotiroidismo, especialmente após um bócio. Só deve ser usado para tratar obesidade quando exames de sangue indicam baixos níveis de T3 e T4 em sangue.

## Contra-indicações
Hipersensibilidade a algum dos componentes, tireotoxicose clínica ou subclínica, TSH suprimido com níveis normais de T3 e T4, insuficiência renal.

## Farmacocinética
Os sintomas de hipotireoidismo só começam a melhorar após 2 a 3 semanas de tratamento e o efeito máximo do medicamento demora pelo menos 6 semanas. Já no caso de mixedema, com tratamento IV, a melhora pode ser visível em 8h e o efeito máximo em 24h. A levotiroxina geralmente é em comprimido, mas pode ser por via intravenosa em caso de mixedema ou coma causado por hipotireoidismo não tratado. A absorção oral é altamente variável (40 a 80%), influenciada por diversos alimentos e medicamentos, idade e saúde. É absorvida no jejuno e íleo. A absorção pode ser aumentada pelo jejum, e é reduzida em pacientes com síndromes de má absorção, insuficiência cardíaca congestiva ou diarreia. Certos alimentos, tais como a fórmula de soja e as fibras alimentarem, diminuem a absorção de T4.
 
Mais de 99% de levotiroxina (T4) está ligado às proteínas plasmáticas, principalmente tiroxina-globulina (TGB), pré-albumina e albumina. Estas proteínas têm uma afinidade mais elevada para T4 que para liotironina (T3). Muitas condições clínicas e medicamentos simultâneos podem afetar a ligação às proteínas plasmáticas resultando em alterações clinicamente significativas na atividade da função hormonal da tireoide de fármaco livre, que é metabolicamente ativo.
Os hormônios da tireoide são metabolizados no fígado por glucuronidação e sulfatação e são excretados na bile para o intestino. Circulação entero-hepática também ocorre após a hidrólise e absorção no intestino. Boa parte do iodo libertado durante o metabolismo é utilizado para a síntese de novas hormonas da tireoide.
 
Os hormônios tireoidianos são eliminados principalmente pelos rins; uma porção (20%) de T4 conjugado a metabolitos são excretados nas fezes. A excreção urinária de T4 diminui com a idade. A meia-vida de eliminação de levotiroxina é de 6 a 7 dias em pacientes com tireoide normal, 9 a 10 dias em pacientes com hipotireoidismo e 3 a 4 dias em pacientes com hipertireoidismo.
Seu uso na gravidez é mais benéfico que o hipotireoidismo em qualquer trimestre (categoria A). Passa a leite em quantidades insignificantes.

## Mecanismo de ação
A T4 no sangue se transforma pouco a pouco em T3, ao perder um átomo de iodo, e se torna três vezes mais eficiente em ativar os receptores intracelulares específicos da tireoide. A T3 e T4 estimulam o crescimento, remodelação e maturação dos tecidos, aumentam o gasto de energia e o desenvolvimento do sistema nervoso.

## Efeitos colaterais
Geralmente são sintomas de hipertireoidismo e podem incluir:
- Taquicardia,
- Arritmias cardíacas,
- Dor torácica (Angina de peito),
- Dor de cabeça,
- Agitação,
- Irritabilidade,
- Insônia,
- Fraqueza muscular,
- Tremores,
- Cólicas,
- Intolerância ao calor,
- Transpiração excessiva,
- Perda de peso apesar do aumento do apetite,
- Irregularidades menstruais,
- Diarreia e vômitos.

Pode causar osteoporose especialmente após a menopausa. Também pode desencadear ou agravar uma insuficiência cardíaca congestiva ou outra cardiopatia. Em crianças pode causar perda de cabelo.
Todas estas reações adversas geralmente desaparecem após a redução da dose ou interrupção temporária do tratamento.

## Interações medicamentosas
Efeito reduzido por: antiácidos que contêm alumínio, ferro ou cálcio; lopinavir, ritonavir, barbitúricos, rifampicina, carbamazepina, fenitoína, aumento de estrógenos.
Eficácia diminuída por: sertralina, cloroquina, proguanil, inibidores da tirosina quinase (como imatinib, sunitinib, sorafenib ou motesanib), antitireoidianos, glucocorticoides, ß-bloqueadores (especialmente propranolol), amiodarona.
Efeito aumentado por: anticoagulantes orais; salicilatos, furosemida em doses altas, clofibrato.
Absorção reduzida por: Colestiramina, Carbonato de cálcio, Sevelamer, Hidróxido de alumínio, Sais de ferro, Multivitamínicos, Orlistat, Sucralfato e Poliestireno sulfonato de cálcio.
Diminui o efeito de antidiabéticos. 
Aumenta o efeito de catecolaminas (Adrenalina, noradrenalina e dopamina).

## História
A tiroxina foi isolada pela primeira vez em sua forma pura no ano de 1914 na Clínica Mayo por Edward Calvin Kendall, a partir de extratos da glândula tireóide de um porco. O hormônio foi sintetizado em 1927 pelos britânicos químicos Charles Robert Harington e George Barger.